# Кристалл (фотоаппарат)
Криста́лл — однообъективный зеркальный фотоаппарат, выпускавшийся Красногорским механическим заводом в 1961—1962 годах. Всего выпущено 65 433 штук. Торговое название «Зенит» ещё не было так прочно ассоциировано с продукцией КМЗ, и поэтому «Кристалл» предполагалось сделать первой моделью нового бренда советской зеркальной аппаратуры. Однако, через 2 года от этой идеи отказались из опасения потерять зарубежные рынки.

## Технические особенности
Руководил группой разработчиков фотоаппарата конструктор КМЗ Николай Маренков. Созданный им же «Зоркий-6» стал основой и для зеркальной камеры, поэтому большинство важнейших деталей «Кристалла» унифицированы с дальномерным аналогом. Одинаковыми были затвор, все узлы лентопротяжного тракта и задняя крышка. Кнопка спуска переехала на общую с курком ось, а вместо поворотной муфты отключения зубчатого барабана появилась подпружиненная кнопка. Капроновая нить подъёма зеркала, использовавшаяся в «Зените-3», уступила место более надёжной металлической тяге.
Главной особенностью «Кристалла» и «Зоркого-6» был корпус, выполненный методом литья под давлением. В результате, фильмовый канал и площадка для фланца крепления объектива объединены в одной детали сложной формы. Таким образом исключалась процедура юстировки рабочего отрезка после каждого ремонта. На «Кристалле» литым стал и верхний щиток, что позволило снизить трудоёмкость и себестоимость. Новый щиток, окрашенный  молотковой эмалью, стал характерной внешней особенностью большинства «Кристаллов». Главная причина такой окраски заключалась в удешевлении крышки за счёт отказа от дорогостоящего хромирования.
По меркам СССР того времени «Кристалл» был достаточно совершенным фотоаппаратом, получив откидную заднюю стенку и курковый взвод. Светосильный «Гелиос-44», до этого входивший в комплектацию профессионального «Старта», впервые появился в фотоаппарате для рядовых потребителей. В то же время, повсеместно внедрённое в большинстве иностранных аналогов зеркало постоянного визирования оставалось недоступной опцией, как и отсутствующий фотоэлектрический экспонометр. Затвор, как и в самом первом «Зените», отрабатывал всего 5 моментальных выдержек, унаследованных от немецкой Leica II.
В 1960 и 1961 годах разработчики «Кристалла» создали два прототипа следующей модели, получившей заводское наименование «Кристалл-2». Первый из этих прототипов был оснащён несопряжённым селеновым экспонометром, а второй зеркалом постоянного визирования. Ни одна из этих разработок в серийное производство не попала, а оба новшества позднее реализованы в фотоаппарате «Зенит-Е». В 1962 году литой верхний щиток все же заменили на традиционный, штампованный из листовой латуни и хромированный. Остальное устройство осталось при этом неизменным. Фотоаппарат со штампованным верхним щитком получил название «Зенит-3М», под которым выпускался с 1962 до 1970 года.

## Многоразовые кассеты

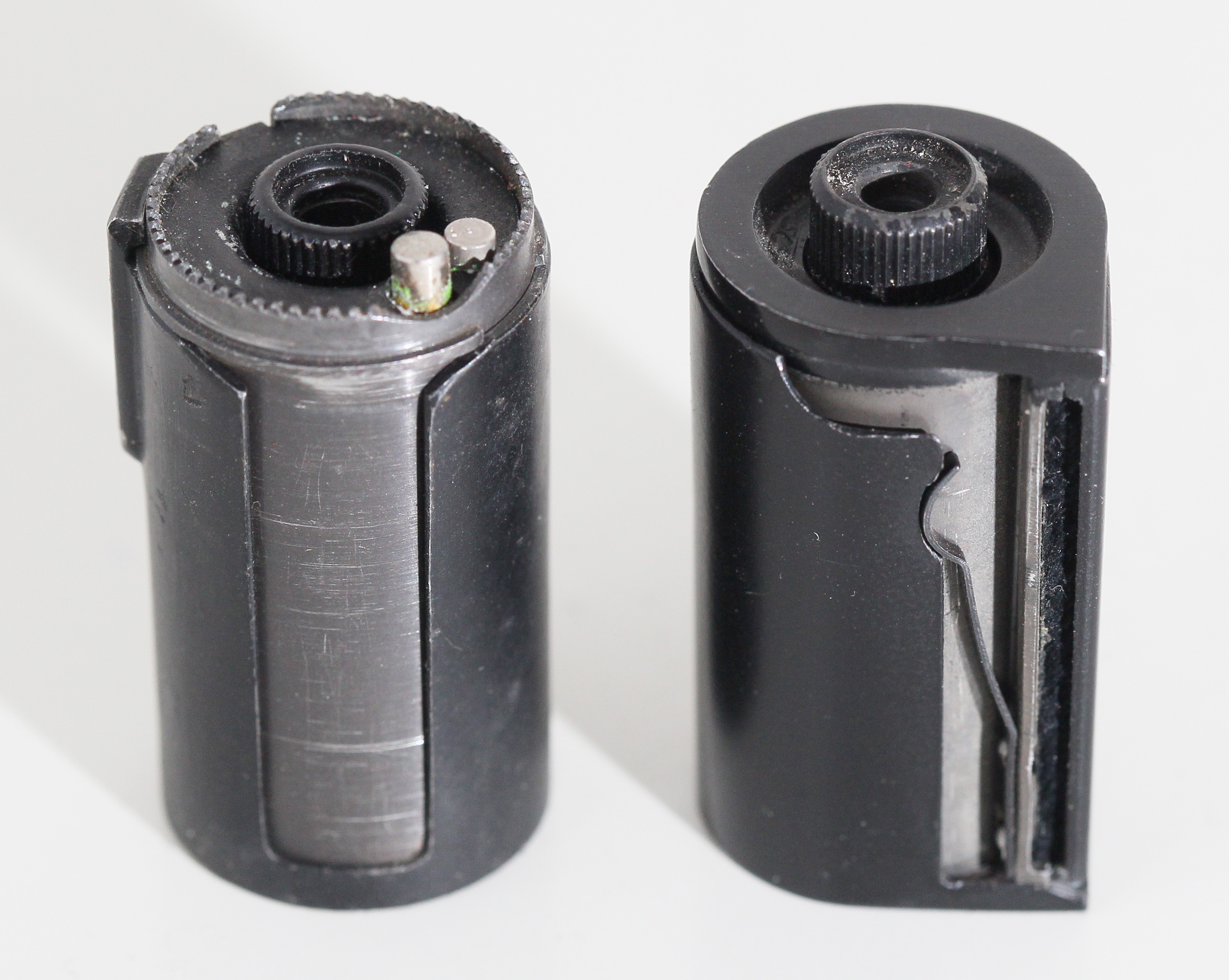
Новая кассета КМЗ (справа) заменила шторные кассеты ФКЦ (слева), рассчитанные только на донную зарядку

«Кристалл» и «Зоркий-6» стали первыми фотоаппаратами КМЗ с откидной задней стенкой, несовместимой с многоразовыми шторными кассетами «ФКЦ» со световым лабиринтом. Шторные кассеты пригодны только для нижней зарядки через донный люк или съёмную заднюю крышку, раскрываясь от поворотных замков. Поэтому для новых камер была разработана специальная двухцилиндровая кассета с подпружиненным флокированным устьем. При закрывании задней стенки её специальный штифт нажимал на край оправы внутреннего цилиндра такой кассеты и приоткрывал устье, обеспечивая беспрепятственный ход плёнки. 
Кассетное гнездо «Кристалла», как и «Зоркого-6», дополнительно снабжалось упорным штифтом на верхней стенке, фиксирующим внешний цилиндр кассеты от проворота. Как и штифт на задней крышке, этот винт никак не мешал загрузке стандартных кассет тип-135, совместимых с камерой без ограничений. Полноценную работу с раскрывающимися кассетами поддерживал также «Зенит-3м», «Друг» и семейство «Зенит-4». Задняя крышка и кассетное гнездо ранних выпусков «Зенита-Е» также поддерживали кассету, но после прекращения выпуска «Зенит-3м» в 1970 году, унифицированную с ним заднюю крышку переработали из-за жалоб фотолюбителей на ненадёжную работу обычных кассет. Поэтому более поздние модели «Зенитов» не имеют в гнезде фиксирующих элементов, и устье кассеты «Зоркий-6» работает в них как обычная бархотка, не раскрываясь.